# Gesamtministerium Lipinski

Richard Lipinski

Das Kabinett Lipinski (auch Rat der Volksbeauftragten) bildete vom 15. November 1918 bis 21. Januar 1919 die Landesregierung von Sachsen.
| Amt                              | Name                                 | Partei |
| -------------------------------- | ------------------------------------ | ------ |
| Vorsitzender Äußeres und Inneres | Richard Lipinski bis 16. Januar 1919 | USPD   |
| Finanzen                         | Friedrich Geyer bis 16. Januar 1919  | USPD   |
| Justiz                           | Georg Gradnauer                      | SPD    |
| Militär                          | Hermann Fleißner bis 16. Januar 1919 | USPD   |
| Arbeit und Wohlfahrt             | Albert Schwarz                       | SPD    |
| Kultus                           | Wilhelm Buck                         | SPD    |